# Owain mab Urien
Pour les articles homonymes, voir Owen.
Owain mab Urien (ou Owein dans sa forme anglicisée) (mort vers 595) était l'un des quatre fils de Urien, roi de Rheged vers 590, avec lequel il combattit les Angles de Bernicie. 

## Le personnage historique
Les références principales sont celles contenues dans les poèmes de Taliesin, le barde d'Urien. 
Le poème Gweith Argoed Llwyfain (« La Bataille de Argoed Llwyfain ») raconte la participation d'Owain à une bataille où les hommes de Rheged menés par Urien affrontent ceux de Bernicie menés par "Fflamddwyn" (le voleur de feu), probablement le roi angle Théodoric de Bernicie. Quand Fflamddwyn exigea des otages, Owain incita les hommes au combat plutôt que de payer tribut à l'ennemi angle. 
Taliesin composa également Marwnad Owain (en breton moderne Marvnad Owain), élégie du prince. D'après le poème Owain tua Fflamddwyn :
Pan laddodd Owain Fflamddwyn Nid oedd fwy nogyd cysgaid
Cysgid Lloegr llydan nifer A lleufer yn eu llygaid
A rhai ni ffoynt haeach A oeddynt hyach na rhaid
Owain a'u cosbes yn ddrud Mal cnud yn dylud defaid
Quand Owain tua Fflamddwyn ce n'était rien de plus pour lui qu'un sommeil
La grande armée de Lloegr [l'Angleterre] dort avec la lumière dans les yeux
Et ceux qui point ne fuirent étaient plus braves que nécessaire
Owain les châtia durement comme meute de loups chassant les moutons.
Il hérita le royaume de Rheged à la mort de son père, mais mourut en le défendant contre d'autres royaumes bretons voisins, qui le convoitaient. Ce fut la fin du Rheged comme royaume souverain, car il ne fut plus désormais qu'un petit État vassal de la Northumbrie avant d'être annexé par cette dernière, lors de l'union du roi Oswy avec la princesse Riemmelth, fille de Royth. 
Selon la vie du XIIe siècle de Kentigern de Glasgow, Owain serait le père du saint. En effet Owain qui était déjà marié à une épouse infidèle, Penarwen ferch Culfanawyd. Il aurait séduit Thanew, une fille du roi Leudonus, par subterfuge en la rencontrant vêtu en femme alors qu’elle avait fait vœu de chasteté.

## La légende
Le personnage d'Owain a été repris dans la légende arthurienne où il est devenu Yvain, Ywain, Ewain ou Uwain, le chevalier au lion de Chrétien de Troyes. Il est aussi à la base du personnage central d'un conte médiéval gallois, Owain, ou la dame à la fontaine, traditionnellement publié avec les Mabinogion.
Peu à peu, au cours des siècles, l'histoire d'Owain s'incorpora à la légende arthurienne et la matière de Bretagne qui se répandit en Europe, notamment avec Yvain, le chevalier au Lion de Chrétien de Troyes.

## Sources
- (en) Peter Bartrum, A Welsh Classical Dictionary : People in History and Legend Up to about A.D. 1000, Aberystwyth, National Library of Wales, 1993, 649 p. (ISBN 978-0-907158-73-8), p. 591-594  OWAIN ab URIEN RHEGED. (530).
- (en) Tim Clarkson, The Men of the North. The Britons of southern Scotland, Edinburgh, John Donald, 2010 (ISBN 9781906566180), p. 58-59,69,76,110,199.